# Julien Jousse
Julien Jousse (Les Issambres (Roquebrune-sur-Argens), 21 januari 1986) is een Frans autocoureur.

## Carrière
Jousse reed tussen 1997 en 2001 in de karting. Tijdens de periode 2002-2003 reed hij in de Formule Ford en in de periode 2004-2006 ging hij aan de slag in het Franse Formule Renault-kampioenschap. Hij eindigde op de derde plaats in het kampioenschap van 2006. In 2007 stapte hij over naar de Formule Renault 3.5 Series, waar hij dat jaar op de tiende plaats eindigde in het kampioenschap. Het volgende jaar reed hij een tweede seizoen in deze raceklasse. Hij won een race op het Circuit de Catalunya en finishte op de tweede plaats in het kampioenschap na de kampioen van dat jaar, de Nederlandse coureur Giedo van der Garde. In 2009 maakte hij de overstap naar het vernieuwde Formule 2-kampioenschap. Hij won een manche op Donington Park en eindigde op de vijfde plaats in het kampioenschap.

### Superleague Formula
In 2009 reed hij twee manches op de Autodromo Nazionale Monza voor het team van AS Roma in de Superleague Formula. Hij finishte op de derde plaats in de eerste manche, maar viel uit tijdens de tweede.

### Le Mans Series
In 2011 won hij met landgenoot Emmanuel Collard de Le Mans Series.

## Formule 2 resultaten
| Jaar | 1     | 2      | 3     | 4     | 5     | 6     | 7      | 8     | 9     | 10    | 11      | 12    | 13     | 14      | 15    | 16    | Rang | Punten |
| ---- | ----- | ------ | ----- | ----- | ----- | ----- | ------ | ----- | ----- | ----- | ------- | ----- | ------ | ------- | ----- | ----- | ---- | ------ |
| 2009 | VAL 5 | VAL 10 | BRN 5 | BRN 2 | SPA 3 | SPA 6 | BRH 19 | BRH 9 | DON 7 | DON 1 | OSC Ret | OSC 3 | IMO 10 | IMO Ret | CAT 4 | CAT 8 | 5e   | 49     |